# Jivarus ochracheus
Jivarus ochracheus är en insektsart som beskrevs av Ronderos 1981. Jivarus ochracheus ingår i släktet Jivarus och familjen gräshoppor. Inga underarter finns listade i Catalogue of Life.